# Margaritopsis
Margaritopsis là một chi thực vật có hoa trong họ Thiến thảo (Rubiaceae).

## Loài
Chi Margaritopsis gồm các loài: